# Toia Taruru
Toia Taruru – kiribatyjski polityk. 
Reprezentant okręgu Tarawa Południowa. W latach 1979–1982 członek kiribatyjskiego parlamentu.